# Мотково
Мотково — село, входит в состав Мошковского района Новосибирской области. Мотково входит в состав Сарапульского сельсовета.
Мотково расположено на правом берегу реки Иня у впадения в неё реки Ора. На противоположном берегу Ини расположена деревня Новомотково Тогучинского района и остановочная платформа Мотково на железной дороге Новосибирск — Новокузнецк.
Население Мотково — 309 человек (1996). По численности населения село в 1996 году занимало 26 место среди всех населённых пунктов Мошковского района.

## История
Мотково — одно из старейших русских поселений на территории Новосибирской области. Первоначально называлось деревней Мотковской. Встречались также написания как деревня Моткова, Маткова.
В начале XX века Мотково входило в состав Кайлинской волости Томского уезда (округа) Томской губернии. Первоначально имело статус деревни, но в 1914 году в Мотково была построена Христорождественская церковь и Мотково стало называться селом.
Из описания деревни Мотково по состоянию на 1885 год:
40 дворов, 30 вёрст от волостного центра (с. Гутово).
Из описания деревни Маткова по состоянию на 1904 год:
214 вёрст от Томска, 214 вёрст от уездного города, 60 вёрст до ближайшего почтового учреждения и волостного правления; 139 дворов, 389 мужчин, 422 женщины, земли (в десятинах) 9418/1380; Расположена по обе стороны реки Иня и на речке Оре. Церковно-приходская школа. Два маслобойных заведения. Две мукомольные мельницы. Хлебозапасный магазин и две мелочные лавки.

## Население
| 2002 | 2007 | 2010 |
| ---- | ---- | ---- |
| 308  | ↗322 | ↘293 |

В 1904 население было 811 человек.

## Известные жители и уроженцы
- Петров, Вадим Иванович (17 мая 1931 года - 31 января 2009 года) — Герой Советского Союза, заслуженный лётчик-испытатель СССР, генерал-майор авиации. Родился в Мотково. Проводил государственные испытания сверхзвуковых истребителей-перехватчиков Су-15, МиГ-25П и Су-15Т, а также другие сложные испытательные работы. Звание Героя присвоено за мужество и героизм, проявленные при испытании новой авиационной техники. В 1981—1993 годах — начальник Управления лётной службы Министерства авиационной промышленности СССР (в дальнейшем — Департамента авиации РФ).[7]
- Денисенко, Александр Иванович (род. 1947) — российский писатель и поэт.